# كارين ماريا بروزيليوس
كارين ماريا بروزيليوس (بالنرويجية البوكمول: Karin Maria Bruzelius)‏ (مواليد 19 فبراير 1941) هي قاضية في المحكمة العليا النرويجية مولودة في السويد والرئيسة الحالية للجمعية النرويجية لحقوق النساء.
عملت كقاضية في المحكمة العليا للنرويج من عام 1997 حتى عام 2011 وتنتسب حاليا إلى المعهد الاسكندنافي للقانون البحري في كلية الحقوق بجامعة أوسلو. وكانت الأمينة العامة (الأمينة الدائمة) لوزارة النقل والاتصالات منذ عام 1989 إلى عام 1997 قبل تعيينها كقاضية في المحكمة العليا، وشغلت المنصب كأول امرأة تعمل في منصب الأمين الدائم في النرويج. وكانت سابقًا مديرة عامة في وزارة العدل ومحامية شركات. وعضوة في محكمة التحكيم الدائمة في لاهاي منذ عام 2004 حتى عام 2010 وترأست مجلس أسعار البترول منذ عام 1987 إلى عام 2004.

## السيرة المهنية
ولدت في لوند، السويد، وتخرجت من جامعة لوند في عام 1964 بصفة مرشح القانون أو cand.jur باللغة النرويجية (وهي درجة في القانون تمنح في البلدان الاسكندنافية) وحصلت على الماجستير في القانون من كلية الحقوق بجامعة كولومبيا في عام 1969.
أصبحت المسؤولة الأولى في وزارة العدل والأمن العام النرويجية في عام 1965، ورُقيَّت لاحقًا لمنصب نائبة المدير وأصبحت المديرة العامة في 1979. وعملت منذ عام 1983 حتى عام 1987 كمحامية، وذلك قبل أن تصبح مديرة عامة في وزارة النقل والاتصالات. ثم رُقيَّت إلى منصب أمين عام (وكيلة وزارة الخارجية الدائمة)، كبيرة موظفي الخدمة المدنية بالوزارة، كأول امرأة تشغل هذا المنصب في النرويج عام 1989. وكانت قاضية في المحكمة العليا منذ عام 1997 حتى عام 2011. وانضمت منذ عام 2011 للمعهد الاسكندنافي للقانون البحري.
ترأست مجلس أسعار البترول (1987-2004). وكانت رئيسة الجمعية النرويجية لحقوق النساء بين 1987 و1984 وأصبحت رئيسة للمرة الثانية في عام 2018. وقد كانت أيضًا نائبة الرئيس للجمعية بين الأعوام 1974 و1987 ومن ثم 2014 و2016. وهي حاليًا عضوة في لجنة الخبراء في اللوبي النسوي النرويجي.
في 5 فبراير من عام 2008، أوصت اللجنة الدائمة المعنية بالتدقيق والشؤون الدستورية في البرلمان النرويجي بتعيين لجنة للتحقيق مع ثلاثة من قضاة المحكمة العليا النرويجية الذين ترأسوا قضايا فريتز موين ومحاكمتهم إذا تطَّلب الأمر، فريتز موين هو ضحية لإخفاق العدالة، الثلاثة كانوا بروزيليوس، ماغنوس ماتنينجزدال، وإيليرت ستانغ لوند. ومع ذلك، تم إغلاق القضية عندما تم التعامل معها من قبل اللجنة الدائمة للعدالة بعد ثلاثة أشهر.